# Medailové pořadí na Zimních olympijských hrách 1956
Toto je medailové pořadí zemí na Zimních olympijských hrách 1956, které se konaly v Cortina d'Ampezzo v Itálii od 26. ledna 1956 do 5. února 1956. Těchto her se zúčastnilo 821 sportovců z 32 zemí ve 24 disciplínách ve 4 sportech.

## Počet medailí
Toto je kompletní tabulka počtu medailí udělených na Zimních olympijských hrách 1956 podle údajů Mezinárodního olympijského výboru.
| Pořadí | Země                           | Zlato | Stříbro | Bronz | Celkem |
| ------ | ------------------------------ | ----- | ------- | ----- | ------ |
| 1      | Sovětský svaz (URS)            | 7     | 3       | 6     | 16     |
| 2      | Rakousko (AUT)                 | 4     | 3       | 4     | 11     |
| 3      | Finsko (FIN)                   | 3     | 3       | 1     | 7      |
| 4      | Švýcarsko (SUI)                | 3     | 2       | 1     | 6      |
| 5      | Švédsko (SWE)                  | 2     | 4       | 4     | 10     |
| 6      | Spojené státy americké (USA)   | 2     | 3       | 2     | 7      |
| 7      | Norsko (NOR)                   | 2     | 1       | 1     | 4      |
| 8      | Itálie (ITA)                   | 1     | 2       | 0     | 3      |
| 9      | Tým sjednoceného Německa (EUA) | 1     | 0       | 1     | 2      |
| 10     | Kanada (CAN)                   | 0     | 1       | 2     | 3      |
| 11     | Japonsko (JPN)                 | 0     | 1       | 0     | 1      |
| 12     | Maďarsko (HUN)                 | 0     | 0       | 1     | 1      |
| 12     | Polsko (POL)                   | 0     | 0       | 1     | 1      |
| Celkem | Celkem                         | 25    | 23      | 24    | 72     |